# Eusébio Cup de 2024
A Eusébio Cup 2024 foi a 12ª edição da Eusébio Cup onde a equipe portuguesa do Benfica enfrentou a equipe do Feyenoord, da Holanda. A partida teve lugar no Estádio da Luz, em Lisboa no dia 28 de julho.

## Detalhes do jogo
| 28 de julho de 2024 | Benfica                                                          | 5 – 0 | Feyenoord | Estádio da Luz, Lisboa           |
| 20:00               | Prestianni 9' · Pavlidis 13' 15' · Beste 18' · Arthur Cabral 89' |       |           | Árbitro: Luís Godinho (Portugal) |

## Premiação
| Eusébio Cup de 2024         |
| --------------------------- |
| Portugal                    |
| Benfica Campeão (5º título) |